# Wilhelm Andres
Wilhelm Andres (* 9. Dezember 1891 in Rübenach; † 12. Juni 1967 in Bassenheim) war ein deutscher Politiker (CDU).
Wilhelm Andres besuchte die Volksschule und war danach im elterlichen landwirtschaftlichen Betrieb tätig, den er 1922 übernahm. Von 1914 bis 1918 leistete er Kriegsdienst.
1945 trat er der CDU bei und war für seine Partei Mitglied des Gemeinderates in Rübenau und des Kreistags und Kreisausschusses des Kreises Koblenz. Dem Rheinland-Pfälzischen Landtag gehörte er vom 1. Dezember 1951 bis zum 31. Mai 1955 an. Er war auf Listenplatz 8 im Wahlkreis 1 gewählt worden. Im Landtag war er Mitglied des Wirtschafts- und Wiederaufbauausschuss. 